# Alopecosa cuneata
Alopecosa cuneata es una especie de araña araneomorfa del género Alopecosa, familia Lycosidae. Fue descrita científicamente por Clerck en 1757.
Habita en Europa, Turquía, Cáucaso, Rusia (Europa al Lejano Oriente), Kazajistán y China. Los machos miden de 6,5 a 7 mm y las hembras de 7 a 8,5 mm. El prosoma de esta especie es marrón rojizo, con bandas amarillas y una longitud que va desde 3,2-4,2 mm. El esternón es marrón rojizo con una banda amarilla; la tibia de los machos es engrosada y tiende a ser oscura. El opistosoma presenta un patrón de marcas.